# Volkové-Tektoságové

Migrační proud Volků-Tektoságů dle Caesara

Volkové-Tektoságové byly keltské kmeny, o nichž se hovoří v antických pramenech (Caesar). Žili ve Francii, na Balkáně, v Malé Asii (dnešní Turecko) a připisují se jim i keltské památky na území České republiky, zejména na Moravě. S dalšími keltskými kmeny utvořili po roce 278 př. n. l. Galatské království. Někteří numismatikové jim přisuzují vedlejší řady zlatých ražeb v severozápadním kvadrantu Čech i mince s "tektoságským" křížem na jihu Německa. O toto určení se však vedou spory.